# Maiden Bradley with Yarnfield
Maiden Bradley with Yarnfield är en civil parish i Storbritannien.   Den ligger i grevskapet Wiltshire och riksdelen England, i den södra delen av landet, 160 km väster om huvudstaden London.